# ویلیام ردینگتون هیولت

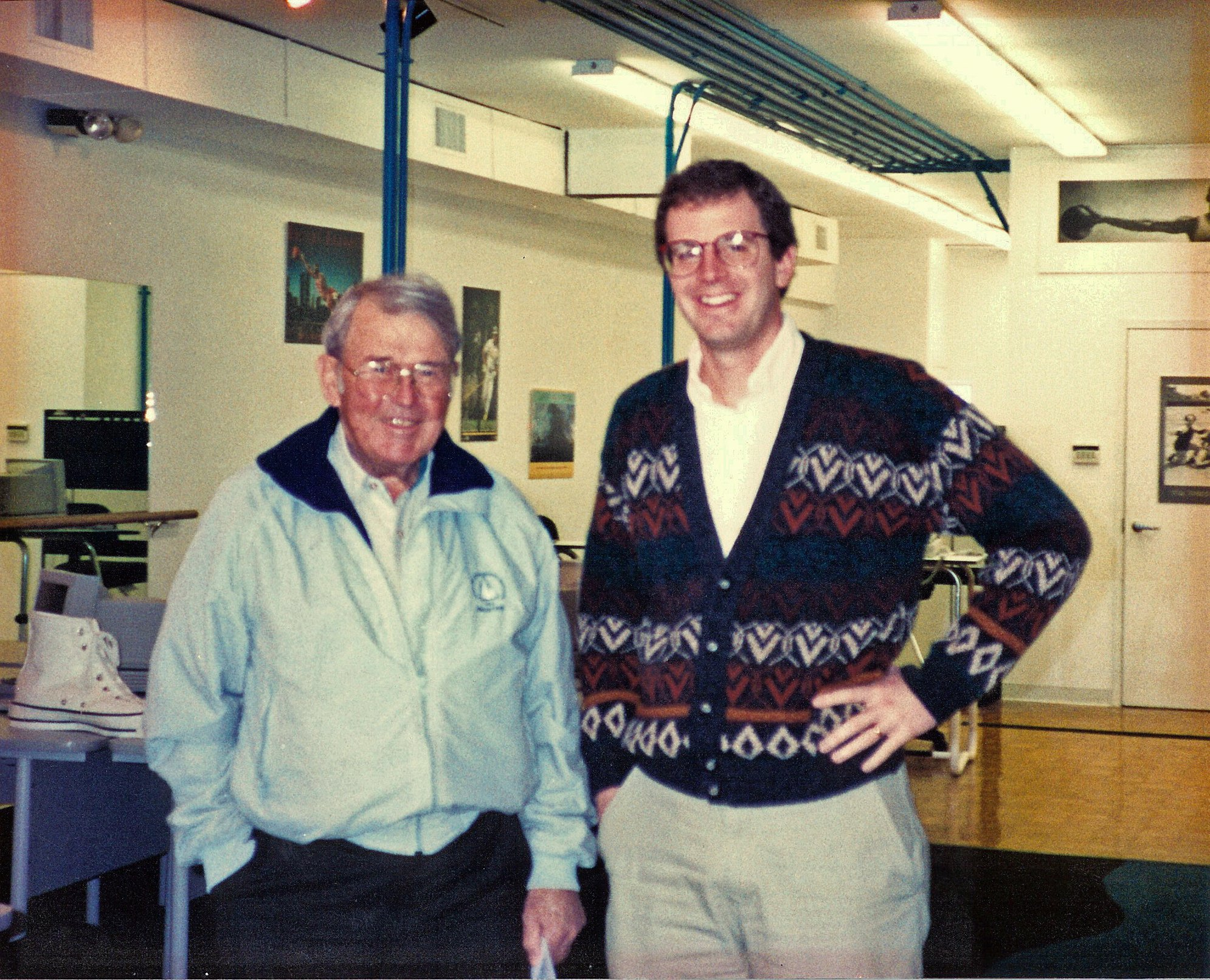
هیولت در سمت چپ تصویر به همراه آلن تریپ

ویلیام (بیل) ردینگتون هیولت (به انگلیسی: William (Bill) Redington Hewlett) (زاده ۲۰ می ۱۹۱۳ در ان آربر، میشیگان - درگذشته ۱۲ ژانویه ۲۰۰۱ در پالو آلتو) یک مهندس آمریکایی بود که به همراه دیوید پاکارد، شرکت اچ‌پی را تأسیس کردند.